# جلسه آی‌تیونز (ای‌پی ایمجین درگنز)
جلسه آی‌تیونز (انگلیسی: ITunes Session) یک ای‌پی اجرای زنده از گروه موسیقی راک آمریکایی ایمجین درگنز است که در ۲۸ مه ۲۰۱۳ ازطریق KIDinaKORNER و اینترسکوپ رکوردز منتشر شد.